# Trevor Smith
Trevor Smith (Brierley Hill, West Midlands, 13 de abril de 1936 - Walton-on-the-Naze, Essex, 9 de agosto de 2003) fue un futbolista británico que se desempeñaba en la posición de central y que jugó en el Birmingham City y en el Walsall, así como con la selección inglesa.

## Biografía
Smith nació en Brierley Hill, entonces situado en Staffordshire, y asistió al instituto de secundaria Quarry Bank. En 1951 capitaneó al conjunto representativo del colegio a la primera final del torneo organizado por la asociación de fútbol de los diferentes colegios ingleses, en la que este cayó derrotado por un resultado global de cinco goles a tres frente al combinado representativo de los colegios de Liverpool. De acuerdo con el periódico local de Brierly Hill, «el sólido juego de ambos centrales, Parkes por el Liverpool y Smith por el equipo local» destacó en el partido de ida. Asimismo, el programa del partido de la segunda ronda lo describió de la siguiente manera:

Brierly Hill tiene en Trevor Smith, un chico alto y pesado (casi doce libras) que capitanea el conjunto y juega como central, a su pieza clave. Pocos delanteros han salido victoriosos de sus enfrentamientos contra él y, además de desbaratar los ataques rivales, también distribuye el balón efectivamente a sus delanteros.

Tras dejar el colegio, firmó un contrato con el Birmingham City en calidad de jugador amateur. Con este conjunto se hizo campeón de la Copa Juvenil Europea —ahora conocida como Copa Juvenil de la FIFA /Blue Stars— al año siguiente. Smith se convirtió en profesional el día de su decimoséptimo cumpleaños, en abril de 1953. No obstante, no debutó con el primer equipo del Birmingham, que competía por aquel entonces en la Second Division, hasta seis meses después, cuando anotó un autogol en una victoria por cuatro tantos a dos frente al Derby County. De ese momento en adelante, fue un regular del once inicial, a excepción de los períodos en los que estuvo lesionado o tuvo que prestar servicio militar.
La estancia de Smith en el Birmingham coincidió con el que probablemente fuera el mejor período de la historia del club. Bajo la dirección de Arthur Turner el equipo ascendió a la First Division en la temporada 1954-55. En la siguiente campaña, el equipo llegó a la final de la FA Cup y consiguió su mejor posición en la liga, al terminar en la sexta posición. Al año siguiente, el club alcanzó las semifinales de la FA Cup, en la que cayó derrotado ante el Manchester United de los «Busby Babes». Ya como capitán, Smith llegó a dos finales sucesivas de la Copa de Ferias, a pesar de perder en ambas. El éxito del equipo en este período se basó en una defensa sólida, compuesta por varios jugadores internacionales, tales como Gil Merrick, Jeff Hall, Ken Green y el propio Smith, además de los centrocampistas Len Boyd y Roy Warhurst.
Smith fue seleccionado para representar a su país en las categorías inferiores. Disputó quince partidos con el combinado sub-23. Asimismo, cuando tenía tan solo dieciocho años, fue seleccionado para formar parte del segundo equipo de la selección absoluta en un partido contra el segundo equipo de la selección alemana. En lo que respecta al físico, Smith era alto y de complexión fuerte, lo que le concedía cierta ventaja para luchar los balones aéreos, así como para realizar buenas entradas. Además, tenía la capacidad de leer bien el juego y era capaz de combinar el juego físico cono una buena técnica. Tras la retirada de Billy Wright del fútbol internacional, Smith, que tenía veintitrés años, fue elegido para sustituirle. Su debut con la selección absoluta se produjo en un enfrentamiento contra Gales en Ninian Park el 17 de octubre de 1959. Su juego se vio mermado en ese partido por una leve lesión en la pantorrilla. Sin embargo, mantuvo su posición para el siguiente partido, en el que se enfrentó a Suecia. En general, Inglaterra realizó una mala actuación frente a los suecos, ya que Smith y el resto de la defensa no fueron capaces de contener al delantero Agne Simonsson. De ahí en adelante, Smith no volvió a ser seleccionado. Al igual que Smith, Brian Clough también disputó estos dos únicos encuentros con la selección absoluta.

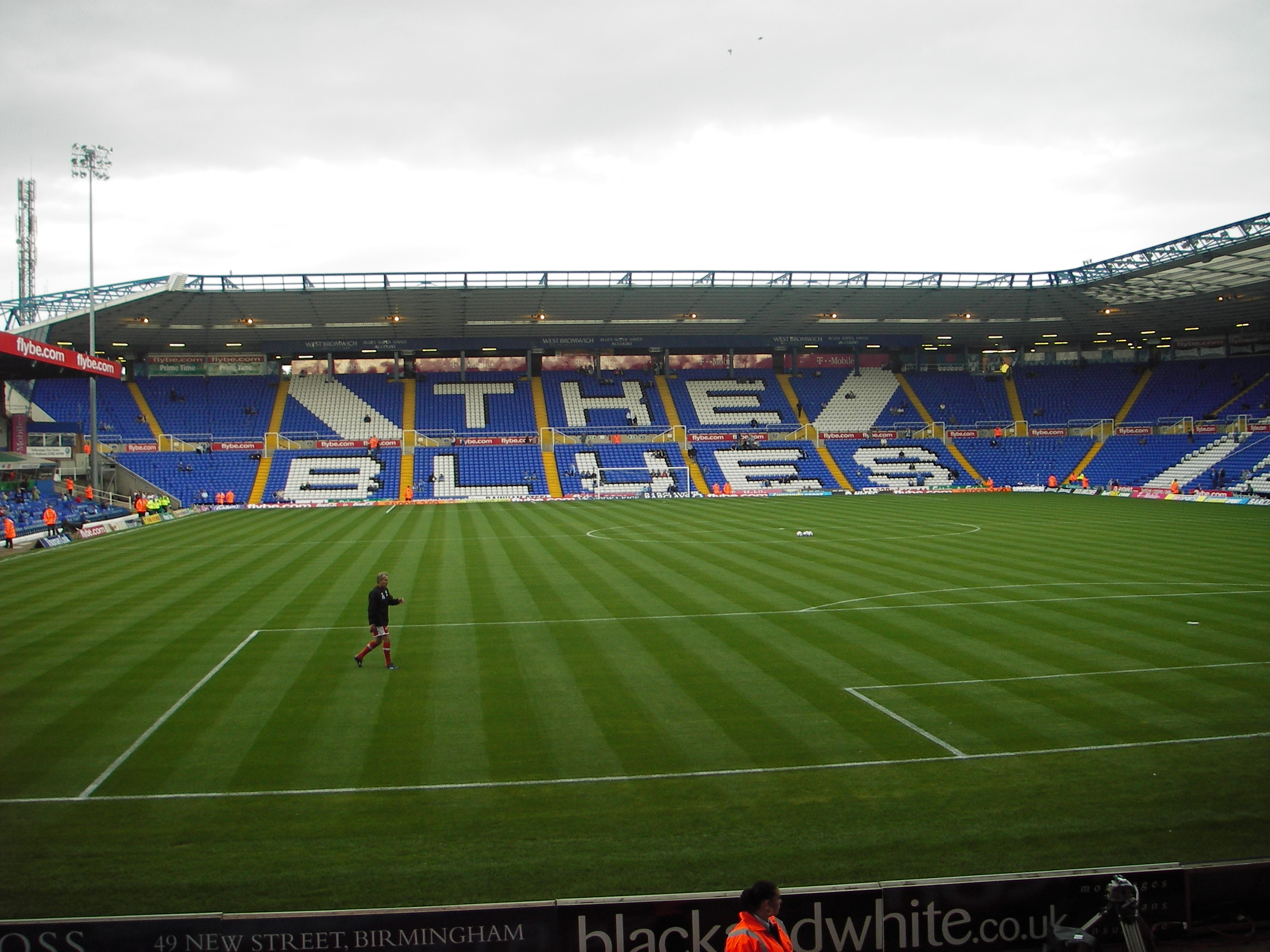
Imagen actual de St Andrew's, estadio del Birmingham City.

Para mediados de la década de 1960, ya habían pasado los tiempos de esplendor del Birmingham. No obstante, a pesar de que su forma en la liga era bastante mala, el equipo consiguió buenos resultados en la recién creada Copa de la Liga. En 1963, el equipo de Birmingham llegó a la final, en la que se enfrentó al Aston Villa, rival local y favorito para alzarse con el trofeo, ya que se había impuesto al Birmingham por cuatro goles en un enfrentamiento de liga disputado dos meses antes. Sin embargo, bajo la capitanía de Smith, el Birmingham se impuso con el cómodo resultado de tres goles a uno en el partido de ida, disputado de local en St Andrew's. Más tarde, fue capaz de mantener tal ventaja en Villa Park y hacerse con el trofeo gracias a un empate sin goles.
Al comienzo de la temporada 1964-65, Smith perdió su puesto en el once titular a causa de una lesión. Cuando se recuperó, el Walsall, que competía en la Third Division, se hizo con sus servicios previo pago de 18 000 libras esterlinas. Smith pudo disputar trece partidos con este conjunto antes de que la artritis le obligara a retirarse definitivamente del fútbol en 1966, a la edad de 29 años. El Walsall criticó al Birmingham por la venta de un jugador que se encontraba en malas condiciones físicas.
Tras su retirada del fútbol profesional, Smith trabajó en un pub de Tamworth y después en Birmingham y Dagenham. Más tarde se retiró a Walton-on-the-Naze, una pequeña localidad situada en el condado de Essex, en la que falleció el 9 de agosto de 2003, a causa de un cáncer de pulmón. Tenía 67 años.

## Trayectoria
| Club                  | País       | Temporada | Partidos | Goles |
| --------------------- | ---------- | --------- | -------- | ----- |
| Birmingham City F. C. | Inglaterra | 1953-1964 | 365      | 3     |
| Walsall F. C.         | Inglaterra | 1964-1966 | 12       | 0     |

## Palmarés
Birmingham City F. C.
- Campeón de la Copa Juvenil de Europa: 1952.
- Campeón de la Second Division: 1954-55
- Subcampeón de la FA Cup 1955-1956.
- Subcampeón de la Copa de Ferias: 1958-60 y 1960-61.
- Campeón de la Copa de la Liga: 1962-63.

### Citas
1. 1 2 3 4 5 6  Ivan Ponting (15 de septiembre de 2003). «Obituary: Trevor Smith» (en inglés). The Independent. Consultado el 10 de marzo de 2015.
2. ↑  «The year Brierley Hill Boys just missed out on football glory» (en inglés). Black Country Bugle. 28 de octubre de 2004. Archivado desde el original el 16 de febrero de 2012. Consultado el 10 de marzo de 2015.
3. ↑  «Ediciones anteriores». FIFA. Archivado desde el original el 20 de julio de 2012. Consultado el 10 de marzo de 2015.
4. 1 2  Matthews, 1995, p. 125.
5. ↑  Antonio Zea y Marcel Haismo (27 de junio de 2007). «Fairs' Cup 1958-60» (en inglés). RSSSF. Consultado el 10 de marzo de 2015.
6. ↑  Antonio Zea y Marcel Haismo (27 de junio de 2007). «Fairs' Cup 1960-61» (en inglés). RSSSF. Consultado el 10 de marzo de 2015.
7. ↑  Barrie Courtny (27 de marzo de 2004). «England - U-23 International Results- Details» (en inglés). RSSSF. Consultado el 11 de marzo de 2015.
8. ↑  Barrie Courtny (21 de marzo de 2004). «England - International Results B-Team - Details» (en inglés). RSSSF. Consultado el 11 de marzo de 2015.
9. 1 2  Norman Giller. «England Postwar Lineups and Match Highlights» (en inglés). England football online. Archivado desde el original el 14 de agosto de 2013. Consultado el 11 de marzo de 2015.
10. ↑  «Aston Villa vs. Birmingham City» (en inglés). Football derbies. Archivado desde el original el 7 de junio de 2007. Consultado el 11 de marzo de 2015.
11. ↑  «Aston Villa v Birmingham City, 16 March 1963» (en inglés). 11v11. Consultado el 11 de marzo de 2015.
12. ↑  «Birmingham City v Aston Villa, 23 May 1963» (en inglés). 11v11. Consultado el 11 de marzo de 2015.
13. ↑  «Aston Villa v Birmingham City, 27 May 1963» (en inglés). 11v11. Consultado el 11 de marzo de 2015.